# Santamaria de Portugal
Santamaria de Portugal (anche scritto Santa Maria de Portugal) è un singolo del gruppo musicale italiano degli Albatros, con alla voce Toto Cutugno. Pubblicata nel 1978, la canzone unisce le sonorità della musica disco alle atmosfere della musica latina. Sebbene il titolo faccia riferimento al Portogallo, nel brano vengono ripetute due frasi cantate in spagnolo.
Il brano è forse la loro canzone più conosciuta e popolare; inclusa nell'album omonimo dello stesso anno, è stata poi inserita anche nella raccolta di Toto Cutugno Ritratto, del 2010. Il lato B del singolo è la canzone La mia isola.

## Tracce
1. Santamaria de Portugal (Guido Viale, Pasquale Losito, Toto Cutugno) – 3:52
2. La mia isola (Pasquale Losito, Toto Cutugno) – 3:44

## Curiosità
- Esiste davvero una Santa Maria in Portogallo: si tratta dell'isola di Santa Maria, nell'arcipelago delle Azzorre.
- Il brano potrebbe essere stato ispirato dalla canzone popolare Chilipoum, nella versione del musicista flamenco ispano-francese Manitas de Plata, pubblicata nel 1975. In questo brano, infatti, viene cantata anche la frase "Soy de Santa María, yo soy de la Camarga": si tratta di un riferimento a Saintes-Maries-de-la-Mer, nella regione francese della Camargue, dove ogni anno si celebra un famoso pellegrinaggio dei gitani in occasione della festa di Santa Sara. Da qui potrebbe aver tratto ispirazione il testo del brano degli Albatros, che dice "Yo soy de Santa María, yo soy de Portugal".